# Витік секретних документів Пентагону (2023)
Витік секретних документів Пентагону — наймасштабніше за десятиліття незаконне оприлюднення американських секретних файлів, які у квітні 2023 року почали поширюватися у Twitter, Telegram і 4chan. Документи перш за все стосуються Російсько-української війни, але також включають оцінки іноземних розвідок щодо різних країн, зокрема Північної Кореї, Китаю, Ірану та Об'єднаних Арабських Еміратів. Вони містять оперативні довідки від Об'єднаного комітету начальників штабів США щодо російсько-української війни, засвідчуючи труднощі рівною мірою як для росіян, так і для українців; тоді як один слайд говорить про те, що у війні загинуло більше росіян, ніж українців, кілька документів, що торкаються Битви за Бахмут, вказують на клопоти української сторони з протидією російським фланговим маневрам і брак постачання в цьому районі. Крім того, висвітлюються відносини між Росією та іншими державами, у численних документах докладно описуються зусилля російського військового розвідувального агентства ГРУ та воєнізованої організації Група Вагнера щодо просування російських ідеалів, применшуючи американські цінності. Інші документи розкривають спроби групи Вагнера придбати зброю в державі-члені НАТО Туреччині. В одному наборі документів стверджується, що Моссад заохочував співробітників і громадян брати участь у протестах проти судової реформи.
Витік інформації спровокував дипломатичну кризу між Сполученими Штатами та розвідувальним альянсом «П'ять очей». До його оцінки докладають спільних міжвідомчих зусиль Міністерство оборони, Білий дім, Держдепартамент і розвідувальне співтовариство США. Водночас Міністерство юстиції і Федеральне бюро розслідувань відкрили кримінальне розслідування щодо витоку. Офіційні особи США звинуватили у причетності до зливу інформації Росію. Україна та Росія применшили значення витоку, при цьому обидві країни заявили, що документи містять перекручені цифри. Деякі країни, як-от Південна Корея та Єгипет, заперечують певні твердження в розголошеній інформації.
13 квітня у зв'язку з витоком ФБР затримало 21-річного співробітника 102-го розвідувального крила військово-повітряних сил Національної гвардії США в Массачусетсі Джека Тейшейру, який нібито фотографував роздруківки документів у будинку своїх батьків у Дайтоні та відправляв їх на сервер «Дискорду», який називається Thug Shaker Central. Наприкінці лютого та на початку березня на сервери Discord було надіслано частину документів для одного ютубера та відеогри «Minecraft». У квітні користувач 4chan опублікував кілька документів на політичному іміджборді веб-сайту /pol/. Потім документи поширили проросійськими Telegram-каналами; принаймні одне зображення було змінено, щоб показати, що більше втрат не в росіян, а в українців.